# Инцидент на ъгъла
„Инцидент на ъгъла“ (на английски: Incident at a Corner) е телевизионен филм – епизод № 27 от първия сезон на телевизионния американски сериал антология „Времето на звездите“. Филмът е режисиран от Алфред Хичкок и се излъчва по канал NBC на 5 април 1960 г.

## Сюжет
Внимание:  Текстът по-долу разкрива сюжета на произведението (или части от него)!
Един училищен пазач порицава президента на Училищния съвет по безопасност за невнимателно шофиране покрай училището. Същия ден той е уволнен от работа си въз основа на анонимен сигнал с обвинения, че е прекалено приятелски настроен към малките ученички. Приятелят на дъщеря му се заема да разнищи случая, като се предполага, че президентът на съвета е изпратил бележката от злоба заради направената забележка. Оказва се, че оплакването е изпратено от жена, която се нанася да живее срещу училището и която познава пазача от друг град, и има опасения, че той ще разгласи миналия ѝ живот. Историята с инцидента е показана от няколко различни гледни точки…

## В ролите
| Актьор         | Роля           |
| -------------- | -------------- |
| Вера Майлс     | Джийн Медуик   |
| Джордж Пепард  | Патрик Лоурънс |
| Пол Хартман    | Джеймс Медуик  |
| Джак Албъртсън | Хари           |
| Джо Флин       | Сидни Синдън   |
| Леора Дана     | г-жа Тоули     |